# IJswig

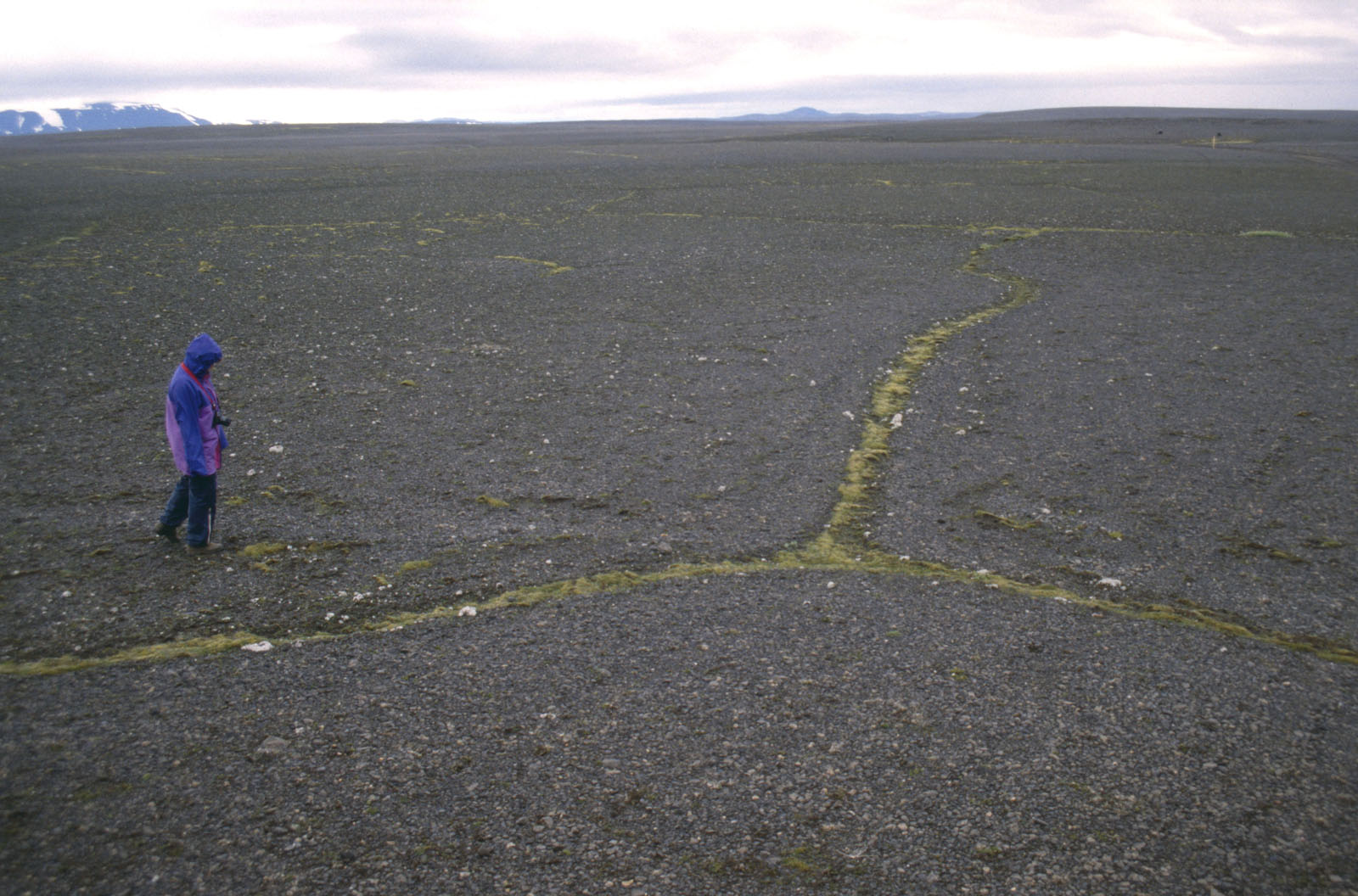
IJswiggen in Sprengisandur (IJsland)

Een ijswig of vorstwig is een scheur in de grond die kan worden gevormd als de ondergrond langdurig bevriest, zoals bij permafrost.
Grond werkt altijd; dat wil zeggen: grond is permanent in beweging, onder andere door verzadiging met water, opdroging, plaattektoniek en grondwaterstromen. Als de ondergrond langdurig bevriest, dan wordt ze zeer droog. Dat lijkt een beetje op een regenplas die opgedroogd is. De kleinste sedimenten worden in het water meegevoerd en als alle water opgedroogd is, vormt zich een dunne sedimentplak, die ten slotte barst als zij droog genoeg is. Diezelfde soort barsten ontstaat in ondergrond die bevriest.

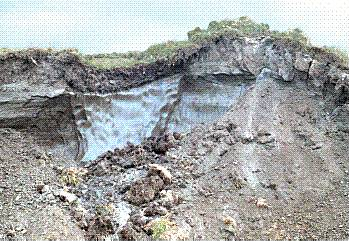
Een ijswig in een uitgraving van hedendaagse permafrost

Naarmate de vorstperiode langer duurt zal de barst steeds groter en dieper worden. Zo'n grote barst in het grondoppervlak wordt een ijswig genoemd. Omdat ijswiggen na verloop van tijd weer volwaaien met stuifzand zijn ze bij een uitgraving makkelijk te vinden en te herkennen, doordat het zand erin een andere kleur heeft, en vormen een fraai beeld van de geologie van de ondergrond.
IJswiggen staan ook aan de basis van het ontstaan van pingo's.
Als de ijswig voldoende diep de grond ingroeit dan geraakt zij op een diepte waarop het grondwater vloeibaar is. Door de grondwaterdruk breekt het grondwater door en vult de bodem van de ijswig. Daar bevriest het. Zo ontstaat een continu proces: het water bevriest en zet uit. De ijswig wordt groter. Er is weer minder weerstand tegen de grondwaterdruk, en het grondwater breekt door. De ijswig loopt weer vol. Het water bevriest, en zo voorts. Er ontstaat een ijslens die (net als een ijswig) blijft groeien zolang de vorstperiode aanhoudt.